# Естонський уряд у вигнанні
Естонський уряд у вигнанні (ест. Vabariigi Valitsus eksiilis) — офіційно оголошений орган державної влади Естонської Республіки в еміграції, що існував із 1953 року до відновлення естонського суверенітету над територією Естонії в 1992 році та був правонаступником останнього чинного естонського уряду перед початком радянського вторгнення в 1940 році. За час свого існування був міжнародно визнаним урядом Естонії.

## Радянська окупація
У червні 1940 року Естонію незаконно анексував СРСР. Радянська влада заарештувала президента Костянтина Пятса і депортувала його вглиб СРСР, де він і помер у в'язниці в 1956 році. Багато членів тодішнього і попередніх урядів були депортовані або страчені, в тому числі вісім колишніх голів держав і 38 міністрів. Ті, хто вижив, пішли у підпілля.
Юрі Улуотс був останнім конституційним прем'єром під час радянської окупації. Зі втратою Пятса Улуотс як голова естонського уряду, відповідно до статті 46 Конституції Естонії («Riigi Teataja», 03.09.1937 № 71, ст. 590), в якій зазначено, що у випадку, коли президент полишив посаду або з інших причин не може виконувати свої обов'язки, ці обов'язки належить перебрати на себе прем'єр-міністрові, став виконувачем обов'язків голови держави.
У липні 1941 року, на початку нацистської окупації, Улуотс намагався призначити новий уряд Естонії, але німецька влада відмовилися визнати Естонію як суверенну державу.

## Національний комітет
З осіб, які працювали в уряді Естонії до радянської анексії, було створено Національний комітет Естонської Республіки, який спочатку, з 23 березня 1944 року, очолив Каарел Ліідак, а потім, з 15 або 16 серпня, — Отто Тіеф. 1 серпня 1944 року цей комітет проголосив себе верховною владою Естонської Республіки.

## Безуспішна спроба відновити незалежність

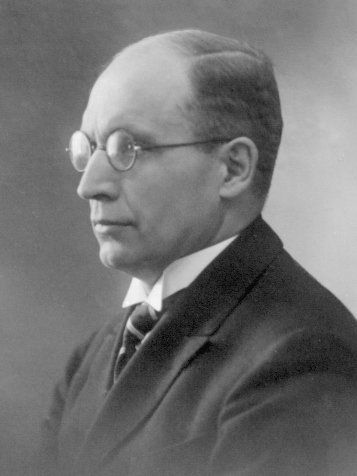
Юрі Улуотс

У червні 1942 року політичні керівники Естонії, які пережили радянські репресії, провели на батьківщині приховане від окупаційної влади засідання, де обговорювалося формування підпільного естонського уряду і варіанти збереження безперервності Естонської Республіки. 6 січня 1943 року відбулася зустріч в закордонному представництві Естонії в Стокгольмі. Задля дотримання правової сторони неперервності Естонської Республіки було вирішено, що останній конституційний прем'єр-міністр Юрі Улуотс продовжить виконувати свої обов'язки прем'єр-міністра. 20 квітня 1944 року Виборчий комітет Естонської Республіки (Vabariigi Presidendi Asetäitja Valimiskogu, установа, передбачена в Конституції для обрання виконувача обов'язків президента республіки) провів таємну зустріч у Таллінні. Серед учасників були:
- Юрі Улуотс, останній прем'єр-міністр Естонії до радянської окупації,
- Йохан Хольберг, в. о. головнокомандувача Збройних Сил,
- Отто Пекк, голова Палати депутатів,
- Альфред Маурер, другий заступник голови Національної ради,
- Міхкел Клаассен, суддя Верховного суду Естонії.

Комітет ухвалив, що призначення за радянських часів Костянтином Пятсом Йоганнеса Барбаруса прем'єра-міністром було незаконним, і що Улуотс перейняв обов'язки Президента, починаючи з 21 червня 1940 року. 21 червня 1944 Юрі Улуотс призначив Отто Тіфа віце-прем'єром. 18 вересня 1944 року Улуотс, хворіючи на рак, назвав Отто Тіфа виконувачем обов'язків прем'єр-міністра і призначив уряд, який складався з 11 членів. 20 вересня 1944 року Улуотс, здоров'я якого погіршувалося, вирушив у Швецію. Тіф вступив на посаду згідно з конституцією і скористався нагодою відходу німців, щоб оголосити відновлення законного уряду Естонії. Більшість членів цього уряду залишила Таллінн 21 вересня, а Тіф — 22 вересня. За повідомленням Королівського інституту міжнародних відносин: 21 вересня було проголошено естонський національний уряд, естонські війська захопили урядові будівлі в Тоомпеа і наказали німецьким військам їх покинути. На вежі «Довгий Герман» прапор Німеччини було замінено естонським триколором. Однак уряду Тіфа не вдалося втримати місто, адже естонські військові підрозділи під командуванням Йохана Пітки вели бої як із німцями, так і з Червоною Армією. 22 вересня радянські війська заволоділи Талліном і зірвали естонський прапор.

## Невдала евакуація
Уряд Тіфа втік із Таллінна. Останнє засідання було проведено в селі Пигарі 22 вересня 1944. Проте судно, яке прямувало до них на зустріч, щоб евакуювати їх по Балтійському морю, не прибуло вчасно через несправність двигуна. Більшість членів уряду і посадовців, у тому числі Тіф, були затримані, ув'язнені, депортовані або страчені радянською владою, що з військами просувалася вперед. Тіфу вдалося пережити десять років заслання в Сибіру і повернутися в Естонію, де він помер у 1976 році. Тільки міністр сільського господарства Каарел Ліідак помер, переховуючись, 16 січня 1945 року.

## В еміграції
Після смерті Улуотса 9 січня 1945 року роль виконувача обов'язків голови держави взяв на себе Аугуст Рей як найстарший із живих членів уряду. Рея підтримували вцілілі члени уряду Тіфа у Швеції. Рей був останнім посланцем Естонії у Москві перед радянською анексією, якому вдалося в червні 1940 року втекти з Москви через Ригу в Стокгольм.
12 січня 1953 Рей оголосив офіційний уряд Естонії у вигнанні в норвезькому Осло (Осло, а не Стокгольм було обрано тому, що в Норвегії не було заборон на таку політичну діяльність, як це було у Швеції). Проте інша група естонських політиків вважала, що президента мав би обрати якийсь представницький орган. Цю групу очолював Альфред Маурер, який був другим заступником голови Національної ради Естонії перед 1940 роком. 3 березня 1953 в Аугустдорфі (Німеччина) Маурера було обрано виконувачем обов'язків Президента Республіки (Vabariigi Presidendi Asetäitja) в екзилі. Хоча право Маурера на спадкоємність влади мало більше підтримки серед вигнанців, він так і не призначив нового уряду (заявляючи, що уряд Тіфа все ще чинний і немає необхідності в новому уряді). Це питання відпало після смерті Маурера півтора року по тому, 20 вересня 1954, що зробило уряд Рея єдиним претендентом на правонаступність.
Після смерті Рея у 1963 році посаду виконувача обов'язків голови уряду обіймали його правонаступники. З 1953 по 1992 рік було сформовано п'ять урядів у вигнанні.

## Дипломатія
З трьох країн Балтії лише Естонія створила офіційний уряд у вигнанні. Щодо Латвії та Литви, то державницькими функціями були наділені їхні дипломатичні місії. Навіть у випадку з Естонією дипломатичні представництва були першочерговим інструментом ведення дипломатичної роботи і повсякденної діяльності держави (такої як, приміром, видача паспортів). Першорядним представництвом Естонії було консульство в Нью-Йорку.
За американською доктриною Стімсона та за подібними доктринами, легітимність радянської окупації Прибалтики не визнавалася ніколи. Оскільки первинні дипломатичні повноваження виконувало естонське консульство в Нью-Йорку, роль уряду у вигнанні в Осло мала великою мірою символічний характер. Естонське консульство в Ірландії займалося справами захисту в суді естонського майна, наприклад, відстоювання інтересів естонських судновласників.
Останній прем'єр-міністр з обов'язками президента Генріх Марк згорнув роботу уряду у вигнанні, коли 8 жовтня 1992 року вручив свої вірчі грамоти новообраному президенту Ленарту Мері, а той виголосив заяву, дякуючи естонському урядові у вигнанні за збереження правової спадкоємності естонської держави.
Проте група активістів, включаючи Міхкела Матіесена, Калева Отса і Ахті Мянда, відмовилася прийняти розпуск уряду у вигнанні, стверджуючи, що ніякий уряд Естонії не може бути легітимним, якщо його повноваження не випливають з Конституції 1938 року. Вони продовжили діяльність уряду у вигнанні, який перебуває в Нимме і до сьогодні.

## Список виконувачів обов'язків прем'єр-міністра (Peaministri asetäitjad)
- Отто Тіф (18 вересня 1944 – 12 січня 1953, залишився в Естонії, радянський в'язень із 10 жовтня 1944 роки; помер 1976)
- Йоганнес Сіккар (12 січня 1953 – 22 серпня 1960)
- Тиніс Кінт (22 серпня 1960 – 1 січня 1962)
- Александер Варма (1 січня 1962 – 29 березня 1963)
- Тиніс Кінт (2 квітня 1963 – 23 грудня 1970)
- Гейнріх Марк (8 травня 1971   1 березня 1990)
- Енно Пенно (1 березня 1990   15 вересня 1992)